# St. Ägidius (Sulzheim)

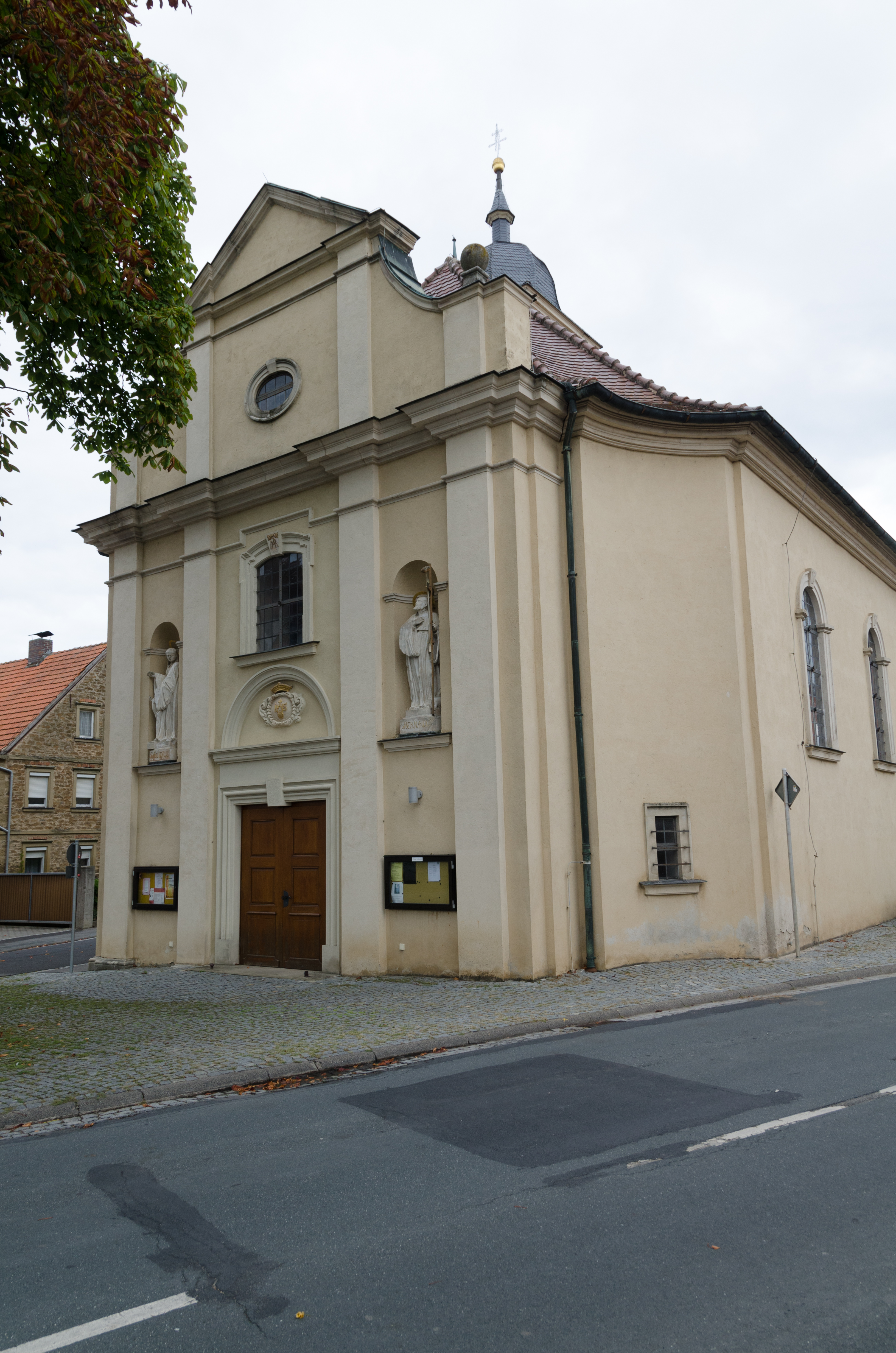
St. Ägidius (Sulzheim)

Die römisch-katholische, denkmalgeschützte Pfarrkirche St. Ägidius steht in Sulzheim, einer Gemeinde im Landkreis Schweinfurt (Unterfranken, Bayern). Die Kirche ist unter der Denkmalnummer D-6-78-183-9 als Baudenkmal in der Bayerischen Denkmalliste eingetragen. Die Pfarrei gehört zur 
Pfarreiengemeinschaft Marienhain (Herlheim) im Dekanat Schweinfurt-Süd des Bistums Würzburg.

## Beschreibung
Von der zwischen 1717 und 1722 gebauten Saalkirche sind nur noch der dreiseitig geschlossene Chor im Osten und die mit einem Schweifgiebel bedeckte Fassade im Westen erhalten. Im mittleren Teil der Fassade befindet sich das Portal, im linken Teil steht in einer Nische die Statue des Ägidius, im rechten Teil die des Wendelin. Erst 1932 sind das Langhaus und der Chorflankenturm entstanden. Die Kirchenausstattung wurde von der alten Kirche übernommen, so der Hochaltar und die Kanzel mit ihrem Schalldeckel.